# Joe Hudepohl
Joe Hudepohl (n. 16 noiembrie 1973, Cincinnati, Ohio, SUA) este un înotător american, medaliat olimpic. A participat la 2 ediții ale Jocurilor Olimpice (1992, 1996) în care a câștigat 4 medalii de aur și o medalie de bronz.